# 보에파스 리냐스 아에레아스 2283편 추락 사고

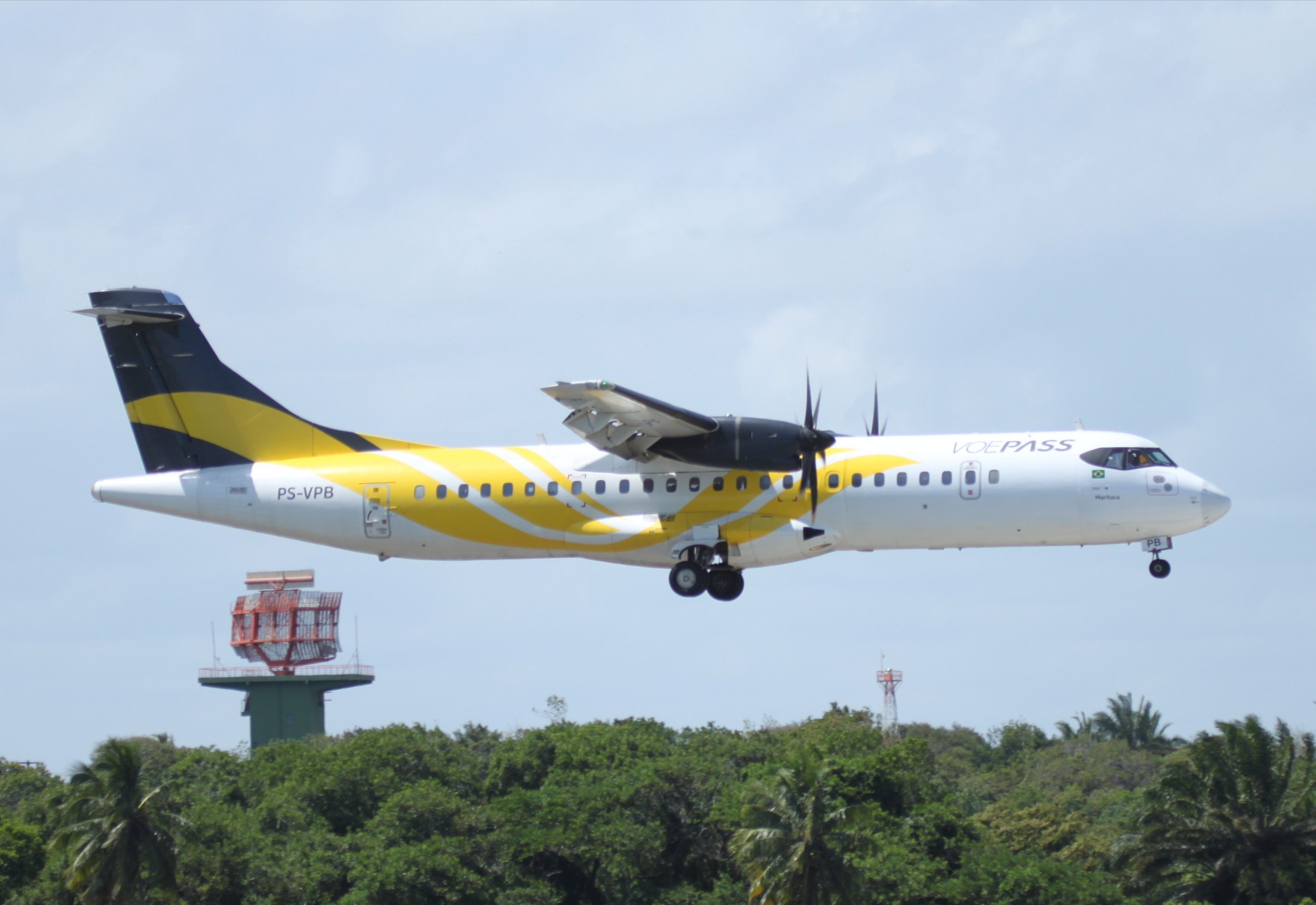
보에파스 2283

보에파스 리냐스 아에레아스 2283편은 2024년 8월 9일 상파울루의 빈헤도(Vinhedo)에서 '동체 결빙으로 인한 양력 상실' 이후 플랫 스핀(flat spin)으로 추락한 브라질 여객기이다. ATR 72-500 터보프롭 항공기인 이 항공기는 승객 58명과 승무원 4명이 탑승한 가운데 파라나주 카스카벨의 카스카벨 공항에서 상파울루의 과룰류스 국제공항으로 비행 중이었다. 해당 항공기는 고도 5,200m(17,000피트)에서 비행하던 중 현지 시간으로 약 13시 22분경 통제 불능 상태로 회전하여 급속 하강에 들어갔다. 탑승자 62명 전원이 사망했다. 이는 2011년 노아르 리냐스 아에레아스 4896편 추락 이후 브라질 상업용 항공에서 발생한 첫 번째 치명적인 사고였으며, 1995년 설립 이후 보에파스 리냐스 아에레아스와 관련된 첫 번째 치명적인 항공 사고였다. ATR 72-500 기종은 이 사고 이전인 2023년 1월 15일 산악지대에 위치한 네팔의 포카라 국제공항에 착륙 도중 추락해 승무원 포함 탑승자 72명 전원이 사망하기도 했다.

## 같이 보기
- 아에로케리비안 883편 추락 사고
- 예티 항공 691편 추락 사고